# Ilves FS
Ilves FS är en futsalklubb i Tammerfors i Finland. Laget har inför säsongen 2016/2017 vunnit Futsal-ligan åtta gånger och vunnit Futsal Cup fyra gånger. Ilves har representerat Finland i UEFA Futsal Cup många gånger.

## Historia
Ilves FS grundades 1992 som fotbollsklubben Duck Park Rangers FC (DPR FC), futsal på tävlingsnivå inledde man 1997. År 2001 började man samarbeta med Tammerfors största idrottsförening Ilves och bytte namn till Ilves FS, där FS står för futsal. Laget steg till Futsal-ligan inför säsongen 1998/1999 och har sedan dess hållit sig kvar där.